# Auguste Corlieu
Auguste Corlieu, né le 26 mars 1825 à Charly-sur-Marne et mort le 6 mars 1907 à Paris 1er, est un bibliothécaire et historien français.

## Biographie
Docteur en médecine, le 27 aout 1851, Corlieu a été nommé, en 1887, bibliothécaire-adjoint de la Faculté de médecine. Praticien distingué, médecin du dispensaire municipal, Corlieu est surtout un érudit, qui passait pour l’homme le plus documenté sur les hommes et les choses de la médecine, et qui a laissé une importante collection de travaux historiques, littéraires et médicaux.
S’occupant principalement d’histoire médicale, on lui doit notamment des ouvrages sur la Fistule de Louis XIV (1871, in-8°) ; la Mort des rois de France, depuis François Ier jusqu’à la Révolution française, études médicales et historiques (1874, in-12) ; l’Ancienne Faculté de médecine de Paris (1877, in-8°), tableau de mœurs fort curieux et jusqu’à un certain point fort récréatif. Cet ouvrage relate les disputes, tantôt stériles, tantôt fructueuses, qui ont transformé les médecins de Molière en médecins modernes, modestes et instruits, les luttes mémorables que la corporation des médecins a eu à soutenir contre celles des chirurgiens et des barbiers, épopée héroïque et bouffonne, où parfois apparait une grande figure, comme celle d’Ambroise Paré.
Parmi les autres ouvrages d’importance qu’on doit au même auteur, la Mort de Louis XVII (1877, in-8°) ; la Faculté de médecine de Paris après Juillet 1830 (1878, in-8°) ; l’Assassinat du duc de Berry ; considérations cliniques sur sa blessure, son autopsie (1879, in-8°) ; les Chaires de médecine légale et d’histoire de la médecine à la Faculté de Paris (1879, in-8°) ; Le roi François1er est-il mort de la syphilis ? (1880, in-8°) ; Histoire de Charly-sur-Marne (1881, in-8°) ; les Médecins grecs depuis la mort de Galien jusqu’à la chute de l’empire d’Orient, 210-1453 (1885, in-8°) ; la Prostitution de Paris, etc.
Son grand œuvre, ouvrage auquel il a consacré 17 ans de sa vie, est l’énorme volume du Centenaire de la Faculté de médecine de Paris (1794-1894), indispensable à qui veut connaître la Faculté de Paris au XIXe siècle. L’une des physionomies les plus connues du monde médical parisien de son époque, candidat toujours malheureux à l’Académie de médecine. Également ancien médecin du dispensaire municipal, ses travaux ont néanmoins été récompensés par l’Institut de France et par l’Académie et la Faculté de médecine.
De taille élancée, la mine toujours souriante encadrée de longs favoris blancs, le regard vif et pétillant sous ses lunettes d’or, grand discoureur, il narrait volontiers, et bien au reste, l’anecdote du jour ou celle du passé. Sa verve pleine d’humour et quelque peu caustique s’exerçait alors en pleine liberté et bien souvent au dam de ceux qu’il appelait irrévérencieusement « les bonzes officiels ». Ses assises préférées étaient la salle des pas perdus de l’ancienne Académie de médecine. C’est là que la main appuyée sur le rebord du grand poêle de fonte de forme carrée qui en tenait le milieu, il s’est révélé un jour poète et récité à ses amis, les docteurs Reliquet, Nicolas et vingt autres, ses « Adieux à mon tablier », pièce de vers, sorte de plaintive élégie par lui composée lorsqu’il a quitté son service clinique. C’est là encore qu’il a distribué les premiers exemplaires de son « Manuel du parfait candidat » où il exposait, en vers, les tribulations du candidat à l’Académie de médecine, les premiers feuillets de son poème sur les membres de la Compagnie qu’il dépeint individuellement, et les placards de vingt chansons ou sonnets satiriques qui la plupart ont eu un grand succès dans le monde médical, ce qui peut aisément expliquer le peu de succès de sa candidature à l’Académie de médecine.
Ses obsèques ont eu lieu à Charly-sur-Marne au milieu d’un grand concours de collègues et d’amis. Il a été décoré de la Légion d’honneur le 2 octobre 1871. Il avait épousé Eugénie Aurore Mégret.

## Publications
- Histoire de Nogent-l’Artaud, avec Ch. Léguillette, Château Thierry, Impr. moderne, 1906, 1 vol. II-244 p. : pl., plans et carte ; in-8°.
- Bibliothèque historique de la France médicale, 6, « Les médecins de Paris de 1792 à 1794 », 1902.
- Les Chirurgiens de l’Hôtel-Dieu de Paris du XVe au XIXe siècle, 1901.
- Philosophie ethnographique. Comme quoi l’homme ne descend pas du singe, mais de l’oiseau, 1900.
- La mort des rois de France depuis François Ier : études médicales et historiques, 1892.
- Les descendants de Théophraste Renaudot, 1892.
- Les Journées de juin 1848 (souvenirs personnels), 1888.
- De février à juin 1848 (souvenirs personnels), 1888.
- La Prostitution à Paris, 1887.
- Les Jetons des doyens de l’ancienne faculté de médecine de Paris d’après le médaillier de la faculté. Lecture faite à l’Académie de médecine le 28 juin 1887, 1887.
- Aide-mémoire de médecine, de chirurgie et d’accouchements : vade-mecum du praticien, 4e édition revue, corrigée, augmentée, 1886.
- Les médecins grecs, depuis la mort de Galien jusqu’à la chute de l’Empire d’Orient (210-1453), 1885.
- Histoire de Charly-sur-Marne, 1881, avec cartes et dessins de M. M. Adolphe, Amédée Varin et Henri Pille.
- L’Assassinat du duc de Berry : considérations cliniques sur sa blessure ; son autopsie, 1879.
- L’Hôpital des cliniques de la faculté de médecine de Paris, 1878.
- La Faculté de médecine de Paris après juillet 1830, 1878.
- Le Chef des travaux anatomiques de la faculté de médecine de Paris, 1878.
- L’Ancienne Faculté de médecine de Paris, 1877.
- Aide-mémoire de médecine, de chirurgie et d’accouchements : vade-mecum du praticien (3e édition revue et corrigée), 1877.
- Géographie historique de la Brie galeuse ou Galvèse, 1875.
- La Santé de l’ouvrier boulanger, petit livret d’hygiène, 1874.
- La Fistule de Louis XIV, 1874.
- La Mort des rois de France depuis François Ier jusqu’à la Révolution française : études médicales et historiques, 1873.
- La Médecine de l’histoire. Étude médicale sur la dynastie des Valois, 1872.
- Étude médicale sur la mort de Charles IX, 1871.
- Aide-Mémoire de médecine, de chirurgie et d’accouchements : vade-mecum du praticien, 1869.
- Nouvelle médecine des familles à la ville et à la campagne, 1866.Écrit sous le pseudonyme de Dr A. C. de Saint-Vincent.
- Études sur les causes de la mélancolie, 1861.